# Rabah Belamri
Rabah Belamri (arabisch رابح بلعمري, DMG Rābaḥ Bilʿamriyy; 11. Oktober 1946 in Bougaâ im Wilaya Sétif – 28. September 1995 in Paris) war ein algerischer Schriftsteller, der auf Französisch veröffentlichte.

## Leben
Belamri wurde 1946 im Nordosten Algeriens geboren. Nach Schule und Studien in Algerien kam er 1972 nach Paris und wurde später französischer Staatsbürger. Seine Erblindung mit 16 Jahren – neben kontraproduktiven, katastrophal fehlerhaften Heilungsversuchen durch die Mutter auch der mangelnden medizinischen Versorgung in der Endphase des algerischen Unabhängigkeitskampfes geschuldet – bildete 1987 den autobiografischen Hintergrund seines Romandebüts Regard blessé (dt. 2002 bei Suhrkamp als Verletzter Blick). Bereits vor Regard blessé waren ab 1982 Märchen und Gedichte von Belamri erschienen. Insgesamt hinterließ Belamri ein etwa 20 Bände umfassendes Werk an Gedichten, Erzählungen, Märchen, Romanen und Essays, von denen neben Regard blessé nur noch der Roman L'Asile de pierre (1989) als Asyl aus Stein 1992 auf Deutsch erschien. Belamri starb 1995 im Alter von 48 Jahren in Paris, nachdem er zuvor wieder in Algerien gelebt hatte.

## Auszeichnungen
- Prix France Culture 1987 für Regard blessé
- Prix Kateb Yacine für Femmes sans visage (Roman, 1992)

## Werke auf Deutsch
- Regard blessé, roman autobiographique. Gallimard, Paris 1987, ISBN 2-07-070802-0
  - dt.: Verletzter Blick. Roman, aus d. Franz. v. Bernd Schwibs. Suhrkamp, Frankfurt am Main 2002, ISBN 3-518-12283-5
- L'Asile de pierre, Roman, Gallimard, Paris 1989, ISBN 2-07-071593-0
  - dt.: Asyl aus Stein (Roman), aus d. Franz. v. Eva Moldenhauer. Beck und Glückler, Freiburg/Breisgau 1992, ISBN 3-89470-116-1